# William Sperandei
William Sperandei (* im 20. Jahrhundert) ist ein kanadischer Jazztrompeter und -pianist, Komponist, Arrangeur und Bandleader.

## Leben und Wirken
Sperandei nahm privaten Trompetenunterricht bei Bram Smit und studierte an der University of Waterloo bei Wilfrid Laurier. Er spielte in klassischen Musikensembles und Orchestern, in Bläserensembles, einem Blechbläsertrio und einer Jazzband und leitete ein eigenes Jazzquintett. Auf Empfehlung von Wynton Marsalis setzte er seine Ausbildung bei dessen Vater Ellis Marsalis an der University of New Orleans in Louisiana fort. In dieser Zeit arbeitete er mit Musikern wie Nicholas Payton, Marcus Roberts, Harold Battiste, Victor Goines, Charmaine Neville und Harry Connick Jr. zusammen. Beim Roma Jazz Festival 1992 trat er in der Vorgruppe von Wynton Marsalis auf. Im gleichen Jahr gab er bei einer Europatournee einen Kurs für Jazzimprovisation an der Universität Innsbruck.
Als Sideman bei Live-Auftritten und im Aufnahmestudio genießt Sperandei großes Ansehen in der Jazzszene von Toronto. Daneben spielt er auch Flamencomusik, trat mit dem Soulmusiker Gerald Eaton und dem Bluesmusiker Colin Jones auf und gehört zwei klassischen Ensembles an: James Tinsleys The Niagara Brass und einem Ensemble unter der Leitung von Charles Schlueter, dem Ersten Trompeter des Boston Symphony Orchestra. 1998 trat er bei der Konzertreihe Sound of Toronto Jazz im Ontario Science Centre als Mitglied von Jake Wilkinson and the Funky Boot Brass Band auf. Daneben hatte er Auftritte mit in Toronto beheimateten Musikern wie Tyler Yarema and His Rhythm, Janice Hagan, Danny B. und Jake and the Blue Midnights.
2006 erschien sein unter eigenem Namen sein Debütalbum When I Fall in Love. 2012 veröffentlichte er mit der Sängerin Amy McConnell das Album Stealing Genius, das 2014 für den Juno Award in der Kategorie Jazzvokal-Album des Jahres nominiert wurde. 2016 folgte mit McConnell das Album Accomplice.